# Truita de gambetes
La truita de gambetes o, en castellà, tortillita de camarones, és una truita a base de farina de blat, farina de cigró, aigua, sal, ceba tendra, julivert i gambetes originària de San Fernando. S'elabora una massa líquida plana que es fregeix a la paella en abundant oli d'oliva. Com que les gambes són tan petites és fa difícil de pelar-les, de manera que es couen senceres.
Es recomana menjar-les recent fregides perquè estiguin cruixents. Solen portar petits acompanyaments i és freqüent torbar-les com a tapa. És un plat típic d'Andalusia, especialment a la província de Cadis, i més concretament de la zona costanera de Sanlúcar de Barrameda, Puerto Real i San Fernando. No s'han de confondre les gambetes d'altres zones amb les de Cadis que són les més petites (Palaemon longirostris) i que també s'utilitzen d'esquer viu per pescar.